# Романяцкая Гута
Романя́цкая Гу́та (бел. Раманяцкая Гута) — деревня в составе Ямницкого сельсовета Быховского района Могилёвской области Республики Беларусь.

## Население
- 1999 год — 13 человек
- 2010 год — 7 человек
- 2014 год -    2 человека